# Gaëtan Englebert
Gaëtan Englebert (ur. 11 czerwca 1976 w Liège), piłkarz belgijski grający na pozycji prawego pomocnika.

## Kariera klubowa
Piłkarską karierę Englebert rozpoczynał w zespole R. Tilleur F.C. de Liège. W 1996 roku został członkiem pierwszego zespołu i wtedy też zadebiutował w trzeciej lidze belgijskiej. W Tilleur występował przez rok i zdobył 6 goli. Wzbudził zainteresowanie trenerów pierwszoligowych klubów i ostatecznie w 1997 roku przeszedł do Sint-Truidense VV debiutując tym samym w belgijskiej ekstraklasie. W 1998 roku zdobył z nim Puchar Ligi Belgijskiej, ale w lidze nie osiągnął znaczących sukcesów zajmując z Sint-Truiden miejsca w środku tabeli.
W 1999 roku Gaëtan przeszedł na zasadzie wolnego transferu do Club Brugge i od początku występował w pierwszym składzie na prawej pomocy. Zadebiutował w europejskich pucharach, w tym m.in. w rozgrywkach grupowych Ligi Mistrzów (w sezonie 2002/2003, 2003/2004 i 2005/2006). Miał udział w dwukrotnym wywalczeniu mistrzostwa Belgii w latach 2003 i 2005 oraz Pucharu Belgii w 2004. W sezonie 2005/2006 zajął z Brugge 3. miejsce w lidze. Natomiast w 2007 roku zdobył z nim kolejny Puchar Belgii, dzięki zwycięstwu 1:0 w finale ze Standardem Liège. W 2008 roku Englebert odszedł do beniaminka Ligue 2 - Tours FC. Następnie grał w FC Metz i KVV Coxyde.
| Sezon   | Klub                     | Kraj    | Rozgrywki     | Mecze | Bramki |
| ------- | ------------------------ | ------- | ------------- | ----- | ------ |
| 1996/97 | R. Tilleur F.C. de Liège | Belgia  | III liga      | 32    | 6      |
| 1997/98 | Sint-Truidense VV        | Belgia  | Eerste Klasse | 34    | 1      |
| 1998/99 | Sint-Truidense VV        | Belgia  | Eerste Klasse | 32    | 3      |
| 1999/00 | Club Brugge              | Belgia  | Eerste Klasse | 31    | 3      |
| 2000/01 | Club Brugge              | Belgia  | Eerste Klasse | 34    | 4      |
| 2001/02 | Club Brugge              | Belgia  | Eerste Klasse | 32    | 3      |
| 2002/03 | Club Brugge              | Belgia  | Eerste Klasse | 31    | 5      |
| 2003/04 | Club Brugge              | Belgia  | Eerste Klasse | 17    | 1      |
| 2004/05 | Club Brugge              | Belgia  | Eerste Klasse | 31    | 4      |
| 2005/06 | Club Brugge              | Belgia  | Eerste Klasse | 28    | 0      |
| 2006/07 | Club Brugge              | Belgia  | Eerste Klasse | 30    | 2      |
| 2007/08 | Club Brugge              | Belgia  | Eerste Klasse | 20    | 0      |
| 2008/09 | Tours FC                 | Francja | Ligue 2       | 37    | 2      |
| 2009/10 | Tours FC                 | Francja | Ligue 2       | 37    | 0      |
| 2010/11 | FC Metz                  | Francja | Ligue 2       | 21    | 0      |
| 2011/12 | KVV Coxyde               | Belgia  | Derde klasse  | 20    | 0      |

## Kariera reprezentacyjna
W reprezentacji Belgii Englebert zadebiutował 28 lutego 2001 roku w wygranym 10:1 spotkaniu z San Marino rozegranym w ramach eliminacji do Mistrzostw Świata 2002. Na tym turnieju był rezerwowym i nie wystąpił w żadnym spotkaniu.